# Manuel Lanzini
Pour les articles homonymes, voir Lanzini.
Manuel Lanzini, né le 15 février 1993, est un footballeur argentin qui évolue au poste de milieu offensif au club de River Plate. Au début de sa carrière, Lanzini est considéré comme un grand espoir du football argentin et est souvent comparé à Pablo Aimar, son idole.

## Biographie

### Carrière en Club

#### River Plate (2010-2011)
Pour sa première saison professionnelle, il joue une vingtaine de matchs avec le River Plate. Cependant à la fin de la saison, le club est relégué en deuxième division argentine pour la première fois de son histoire.

#### Fluminense (2011-2012)
Pour lui faire gagner de l'expérience, le club le prête pour un an au club brésilien Fluminense. Il y marquera son premier but professionnel en Championnat Brésilien 2011 au Morumbi contre le Sao Paulo FC.

#### Retour à River Plate (2012-2014)
Pour son retour à River Plate, son entraîneur fera du jeune Lanzini son milieu titulaire. Il recevra le "symbolique" numéro 10 comme nouveau maillot. Étant désormais la plaque tournante de l'équipe, il enchaîne les bonnes performances. Il ouvre le score pour River Plate à la "Bombonera" de Boca Juniors lors du Super classico en mai 2013.

#### Al-Jazira (2014-2015)
Le 9 août 2014, Lanzini est transféré à Al-Jazira pour environ 6 millions d'euros. Il signe un contrat de 4 ans.

#### West Ham United (2015-2023)
Le 22 juillet 2015, il est prêté avec option d'achat du côté de West Ham.
Le 6 août 2015, pour son premier match sous les couleurs de West Ham, Lanzini marque son premier but contre l'AFC Astra dès la 3e minutes de jeu lors du troisième tour de la Ligue Europa, West Ham perdra sur le score de 2 buts à 1.
Le 29 août 2015, Lanzini inscrit son premier but en Premier League contre Liverpool lors de la 4e journée de championnat, West Ham l'emporte sur le score de 3 buts à 0.

### Carrière en sélection nationale
Il inscrit son premier but international, pour sa troisième cape, lors d'un match amical contre l'Italie à Manchester (victoire 2-0 le 23/03/2018).
Alors qu'il est sélectionné parmi les 23 Argentins pour la Coupe du monde 2018 en Russie, il se blesse aux ligaments croisés une semaine avant le début de la compétition, et ne peut donc pas y participer.

## Statistiques
| Saison                | Club                   | Championnat           | Championnat | Championnat | Coupe nationale | Coupe nationale | Coupe de la Ligue | Coupe de la Ligue | Supercoupe | Supercoupe | Compétition(s) continentale(s) | Compétition(s) continentale(s) | Compétition(s) continentale(s) | Ligue régionale | Ligue régionale | Coupe du monde des clubs | Coupe du monde des clubs | Total | Total |
| Saison                | Club                   | Division              | M.          | B.          | M.              | B.              | M.                | B.                | M.         | B.         | Comp.                          | M.                             | B.                             | M.              | B.              | M.                       | B.                       | M.    | B.    |
| 2010-2011             | River Plate            | Primera división      | 22          | 0           | -               | -               | -                 | -                 | -          | -          | -                              | -                              | -                              | -               | -               | -                        | -                        | 22    | 0     |
| 2012-2013             | River Plate            | Primera división      | 26          | 8           | -               | -               | -                 | -                 | -          | -          | -                              | -                              | -                              | -               | -               | -                        | -                        | 26    | 8     |
| 2013-2014             | River Plate            | Primera división      | 35          | 4           | 1               | 0               | -                 | -                 | -          | -          | CS                             | 6                              | 1                              | -               | -               | -                        | -                        | 42    | 5     |
| Sous-total            | Sous-total             | Sous-total            | 84          | 12          | 1               | 0               | -                 | -                 | -          | -          | -                              | 6                              | 1                              | -               | -               | -                        | -                        | 91    | 13    |
| 2011                  | Fluminense (prêt)      | Serie A               | 22          | 2           | -               | -               | -                 | -                 | -          | -          | -                              | -                              | -                              | -               | -               | -                        | -                        | 22    | 2     |
| 2012                  | Fluminense (prêt)      | Serie A               | 6           | 1           | -               | -               | -                 | -                 | -          | -          | CL                             | 5                              | 0                              | 9               | 2               | -                        | -                        | 20    | 3     |
| Sous-total            | Sous-total             | Sous-total            | 28          | 3           | -               | -               | -                 | -                 | -          | -          | -                              | 5                              | 0                              | 9               | 2               | -                        | -                        | 42    | 5     |
| 2014-2015             | Al-Jazira Club         | Arab Gulf League      | 24          | 8           | 4               | 0               | -                 | -                 | -          | -          | ACL                            | 1                              | 0                              | -               | -               | -                        | -                        | 29    | 8     |
| 2015-2016             | West Ham United (prêt) | Premier League        | 26          | 6           | 3               | 0               | 1                 | 0                 | -          | -          | C3                             | 1                              | 1                              | -               | -               | -                        | -                        | 31    | 7     |
| 2016-2017             | West Ham United        | Premier League        | 35          | 8           | 1               | 0               | 3                 | 0                 | -          | -          | -                              | -                              | -                              | -               | -               | -                        | -                        | 39    | 8     |
| 2017-2018             | West Ham United        | Premier League        | 27          | 5           | 1               | 0               | 1                 | 0                 | -          | -          | -                              | -                              | -                              | -               | -               | -                        | -                        | 29    | 5     |
| 2018-2019             | West Ham United        | Premier League        | 10          | 1           | -               | -               | -                 | -                 | -          | -          | -                              | -                              | -                              | -               | -               | -                        | -                        | 10    | 1     |
| 2019-2020             | West Ham United        | Premier League        | 24          | 0           | 2               | 0               | -                 | -                 | -          | -          | -                              | -                              | -                              | -               | -               | -                        | -                        | 26    | 0     |
| 2020-2021             | West Ham United        | Premier League        | 17          | 1           | 3               | 0               | 3                 | 0                 | -          | -          | -                              | -                              | -                              | -               | -               | -                        | -                        | 23    | 1     |
| 2021-2022             | West Ham United        | Premier League        | 30          | 5           | 2               | 1               | 3                 | 1                 | -          | -          | C3                             | 10                             | 0                              | -               | -               | -                        | -                        | 45    | 7     |
| 2022-2023             | West Ham United        | Premier League        | 10          | 1           | 1               | 0               | 1                 | 0                 | -          | -          | C4                             | 11                             | 2                              | -               | -               | -                        | -                        | 23    | 3     |
| Sous-total            | Sous-total             | Sous-total            | 179         | 27          | 13              | 1               | 12                | 1                 | -          | -          | -                              | 22                             | 3                              | -               | -               | -                        | -                        | 226   | 32    |
| 2023-2024             | River Plate            | Primera división      | 19          | 1           | 1               | 0               | 15                | 0                 | 1          | 0          | CL                             | 6                              | 0                              | -               | -               | -                        | -                        | 42    | 1     |
| 2024-2025             | River Plate            | Primera división      | 10          | 0           | 1               | 0               | 15                | 0                 | 1          | 0          | CL                             | 3                              | 1                              | -               | -               | 1                        | 0                        | 31    | 1     |
| Sous-total            | Sous-total             | Sous-total            | 29          | 1           | 1               | 0               | 15                | 0                 | 1          | 0          | -                              | 9                              | 1                              | 0               | 0               | 1                        | 0                        | 56    | 2     |
| Total sur la carrière | Total sur la carrière  | Total sur la carrière | 354         | 50          | 18              | 1               | 27                | 1                 | 1          | 0          | -                              | 43                             | 5                              | 9               | 2               | 1                        | 0                        | 453   | 59    |

## Palmarès
- Vainqueur du Championnat de Rio de Janeiro en 2012 avec le Fluminense FC
- Champion du Brésil en 2012 avec le Fluminense FC
- Champion d'Argentine (clôture) 2014 avec River Plate
- Vainqueur de la Ligue Europa Conférence en 2023 avec West Ham United
- Vainqueur du Trophée des champions en 2023 avec River Plate
- Finaliste du Supercopa Internacional en 2025 avec River Plate